# Liga Europeia de Hóquei em Patins de 2001–02
A Liga Europeia de 2001–02 foi a 37ª edição da Liga Europeia organizada pelo CERH. 

## Equipas da Liga Europeia 2001/02
As equipas classificadas são: 
| Fase             | Equipas      | Equipas           | Equipas        | Equipas         |
| ---------------- | ------------ | ----------------- | -------------- | --------------- |
| 1.ª Eliminatória | FC Barcelona | Blanes HCF        | Reus Deportiu  | CP Vic          |
| 1.ª Eliminatória | FC Porto     | SL Benfica        | OC Barcelos    | Hockey Novara   |
| 1.ª Eliminatória | Hockey Prato | Hockey Bassano    | HC Quévert     | SCRA Saint-Omer |
| 1.ª Eliminatória | La Vendéenne | Genève RHC        | SC Thunerstern |                 |
|                  |              |                   |                |                 |
| Pré-eliminatória | RHC Wolfurt  | Valkenswaardse RC |                |                 |

## Pré-Eliminatória
| Visitado    | Resultado | Visitante         | 1ª Mão | 2ª Mão |
| RHC Wolfurt | 6-10      | Valkenswaardse RC | 5-5    | 1-5    |

## 1ª Eliminatória
| Visitado         | Resultado | Visitante         | 1ª Mão | 2ª Mão |
| SL Benfica       | 48-4      | Valkenswaardse RC | 36-1   | 22-3   |
| Pati Blanes      | 3-6       | OC Barcelos       | 2-1    | 1-5    |
| HC Quévert       | 8-7       | Genéve RHC        | 5-5    | 3-2    |
| St Omer          | 2-14      | Novara            | 1-7    | 1-7    |
| SC Thunerstern   | 0-13      | FC Barcelona      | 0-6    | 0-7    |
| La Roche-sur-Yon | 0-14      | Bassano           | 0-7    | 0-7    |
| Pati Vic         | 7-4       | Hockey Prato      | 3-1    | 4-3    |
| FC Porto         | 1-2       | Réus Deportiu     | 1-1    | 0-1    |

## Fase de Grupos

### Grupo A
| Equipe        | Pts | J | V | E | D | GM | GS | DG  |
| ------------- | --- | - | - | - | - | -- | -- | --- |
| SL Benfica    | 9   | 6 | 4 | 1 | 1 | 34 | 17 | 17  |
| Réus Deportiu | 8   | 6 | 3 | 2 | 1 | 14 | 18 | -4  |
| Novara        | 5   | 6 | 1 | 3 | 2 | 22 | 20 | 2   |
| Quevert       | 3   | 6 | 1 | 1 | 4 | 16 | 31 | -15 |

|               | BEN | REU | NOV | QUE |
| ------------- | --- | --- | --- | --- |
| SL Benfica    |     | 7-1 | 3-1 | 8-3 |
| Réus Deportiu | 5-4 |     | 2-2 | 3-2 |
| Novara        | 5-5 | 2-2 |     | 7-8 |
| Quevert       | 2-7 | 1-1 | 0-5 |     |

### Grupo B
| Equipe       | Pts | J | V | E | D | GM | GS | DG  |
| ------------ | --- | - | - | - | - | -- | -- | --- |
| OC Barcelos  | 9   | 6 | 4 | 1 | 1 | 25 | 17 | 8   |
| FC Barcelona | 8   | 6 | 4 | 0 | 2 | 27 | 9  | 18  |
| Pati Vic     | 4   | 5 | 1 | 2 | 2 | 13 | 20 | -7  |
| Bassano      | 3   | 6 | 1 | 1 | 4 | 10 | 29 | -19 |

|              | OCB | BAR | VIC | BAS |
| ------------ | --- | --- | --- | --- |
| OC Barcelos  |     | 3-1 | 3-3 | 7-1 |
| FC Barcelona | 8-0 |     | 2-3 | 6-0 |
| Pati Vic     | 1-4 | 2-6 |     | 1-1 |
| Bassano      | 3-8 | 1-4 | 4-3 |     |

## Final a Quatro
A Final a Quatro da Liga Europeia de 2001/02 foi disputada nos dias 27 de Abril e 28 de Abril de 2002, em Guimarães, Portugal.  

### Quadro de Jogos
|  | Semifinal     | Semifinal    |         |  | Final       | Final   |  |
|  |               |              |         |  |             |         |  |
|  | 27 de Abril   |              |         |  |             |         |  |
|  | OC Barcelos   | 2            |         |  |             |         |  |
|  | Réus Deportiu | 1            |         |  |             |         |  |
|  |               |              |         |  |             |         |  |
|  |               |              |         |  | 28 de Abril |         |  |
|  |               |              |         |  | OC Barcelos | 1 (1 P) |  |
|  |               | FC Barcelona | 1 (2 P) |  |             |         |  |
|  |               |              |         |  |             |         |  |
|  |               |              |         |  |             |         |  |
|  |               |              |         |  |             |         |  |
|  | 27 de Abril   |              |         |  |             |         |  |
|  | SL Benfica    | 2 (2 P)      |         |  |             |         |  |
|  | FC Barcelona  | 2 (4 P)      |         |  |             |         |  |

| Liga Europeia 01–02 Vencedores |
| ------------------------------ |
|                                |
| FC BARCELONA (15º título)      |

## Ligações Externas
- CERH website

### Internacional
- Ligações para todos os sítios de hóquei
- Mundook- Sítio com notícias de todo o mundo do hóquei
- Hoqueipatins.com - Sítio com todos os resultados de Hóquei em Patins